# Балканский шпион
«Балканский шпион» (серб. Балкански шпијун) — фильм режиссёра Душана Ковачевича, снятый по его же сценарию в Социалистической Федеративной Республике Югославия в 1984 году. Социально-политическая драма, сатирическая комедия, фарс. Югославские зрители многократно называли картину одной из лучших в национальном кинематографе XX века, а роль в исполнении Данило Стойковича — высшим достижением в его творческой карьере.

## Сюжет
Югославия, середина 1980-х годов. Илию Чворовича, незаметного шестидесятилетнего обывателя, бывшего сталиниста, осужденного в своей молодости за симпатии к Сталину, вызывают в милицию и просят дать сведения о Петаре Яковле́виче, арендующем у него комнату в пристрое к дому. Оказывается, тот более двадцати лет назад выехал из страны во Францию и работал там портным и лишь недавно вернулся на родину. Эту простую беседу Чворович воспринимает как проверку на лояльность и как напоминание, что власти не забыли о его заключении на «Голом Острове», и начинает следить за постояльцем. Все непривычные и недоступные для рядового гражданина социалистической страны вещи: спортивные пробежки, встреча с друзьями на коктейле у бассейна, утиная охота, дают Илие почву для конспирологических выводов. К его расследованию присоединяется брат-близнец Джура. Шпиономания Чворовичей нарастает и переходит в психоз. Все сбережения семьи, крупные полученные кредиты идут на покупку разведывательной аппаратуры. Джура похищает двух друзей Яковлевича и выбивает из них надуманные признания. Брат же, угрожая своему постояльцу пистолетом, произносит патетический монолог в защиту гибнущего режима и предлагает явиться с повинной в милицию. Довести речь до конца Илии не удаётся — его поражает инфаркт. Яковле́вич убегает с прикованным к руке креслом.

## В ролях
- Данило Стойкович — Илия Чворович
- Мира Баняц — Даница Чворович, его жена
- Звонко Лепетич — Джура Чворович, его брат-близнец
- Бора Тодорович — Петар Яковле́вич
- Соня Савич — Соня Чворович
- Бранка Петрич — журналистка
- Велимир Живоинович — сосед-кондитер

## Награды
- 1984 год — Международный кинофестиваль в Монреале: Душан Ковачевич — приз жюри за лучший сценарий;
- 1984 год — Кинофестиваль в Пуле: приз «Золотая арена» за лучший фильм, Данило Стойкович — приз за лучшую мужскую роль.